# 戦国姫
『戦国姫』は藤咲あゆなによる日本の歴史小説シリーズである。

## 概要
戦国時代を生きた姫君たちの生涯が史実に沿って書かれたオムニバスストーリー。

## 登場人物

### 花の巻
- 江姫 - 浅井長政の三女、母は織田信長の妹・市。
- 駒姫 - 最上義光の二女、伊達政宗の従妹。
- 千姫 - 徳川秀忠の長女、豊臣秀頼・本多忠刻の正室。
- 奈阿姫 - 豊臣秀頼の側室の娘。
- 甲斐姫 - 忍城城主・成田氏長の娘。秀吉の側室。
- おつやの方 - 岩村城の女城主。織田信長の叔母。
- 濃姫 - 織田信長の正室で、斎藤道三の娘。

### 鳥の巻
- 初姫 - 浅井長政の次女。京極高次の正室。
- 京極竜子 - 京極高次の姉。秀吉の側室。
- 豪姫 - 豊臣秀吉の養女。宇喜多秀家の正室。
- まつ - 前田利家の正室。
- 小松姫 - 本多忠勝の娘。真田信之の正室。
- 千代 - 山内一豊の正室。
- 細川ガラシャ - 明智光秀の娘。細川忠興の正室。

### 風の巻
- 茶々姫 - 浅井長政とお市の長女。秀吉の側室。
- おね - 秀吉の正室。
- 義姫 - 伊達政宗の母。
- 愛姫 - 伊達政宗の正室。
- 満天姫 - 徳川家康の養女。福島正之の正室。のち、忠勝の正室。のち、津軽信牧の正室。
- 督姫 - 徳川家康の次女。北条氏直の正室。のち、池田輝政の継室。
- 井伊直虎 - 井伊直政の養母。
- 立花誾千代 - 立花道雪の娘、宗成の正室。
- 大祝鶴姫 - 大山祇神社の姫。

### 月の巻
- 瀬名姫 - 徳川家康の正室。
- 寿桂尼 - 今川氏親の正室。義元の生母。
- 綾姫 - 上杉謙信の姉。
- お船の方 - 直江兼続の正室。
- 松姫 - 武田信玄の六女。
- 北条夫人 - 武田勝頼の継室。
- お市の方 - 織田信長の妹。浅井長政の正室。のち、柴田勝家の正室。

### 茶々の物語
- 風の巻にて登場する、浅井三姉妹の長女茶々の生涯を一冊に纏める。

### 濃姫の物語
- 花の巻にて登場する、織田信長の正室となった濃姫の生涯を一冊に纏める。

### 井伊直虎の物語
- 風の巻にて登場する、女の身でありながら領主として辣腕を振るった井伊直虎の生涯を一冊に纏める。

### 瀬名姫の物語
- 月の巻にて登場する、徳川家康の正室となった瀬名姫の生涯を一冊に纏める。

### 松姫の物語
- 月の巻にて登場する、武田信玄の五女(または六女とも)松姫の生涯を一冊に纏める。

### 初の物語
- 鳥の巻にて登場する、浅井３姉妹の次女初姫の生涯を一冊に纏める。

### 今川、武田、北条 三国同盟の姫君
- 今川の嶺松院(作中では春姫)、武田の黄梅院(作中では梅姫)、北条の早川殿(作中では安姫)たち甲相駿三国同盟に翻弄された3人の姫君の生涯を一冊に纏める。

### 綾姫の物語
- 月の巻にて登場する、綾姫の生涯を一冊に纏める。

### 細川ガラシャの物語
- 鳥の巻にて登場する、細川ガラシャの生涯を一冊に纏める。

### 織田の姫君たち
- 土田御前 - 織田信長の生母。
- お犬の方 - 織田信長の妹、
- おつやの方 - 信長の叔母。花の巻にも登場している。
- 徳姫 - 織田信長の長女で徳川信康の正室。
- 冬姫 - 織田信長の次女(諸説あり)。

### 江の物語
- 花の巻にて登場する、江姫の生涯を一冊に纏める。

### 武田の姫君たち
- 大井の方 - 武田信虎の正室。
- 三条の方 - 武田信玄の正室。
- 諏訪御寮人 - 武田信玄の側室。
- 菊姫 - 武田信玄の末娘。
- 北条夫人 - 武田勝頼の継室。月の巻にも登場している。

### 甲斐姫の物語
- 花の巻にて登場する、甲斐姫と奈阿姫の生涯を一冊に纏める。

### 千姫の物語 はかない恋と大坂城落城
- 花の巻にて登場する、千姫の生涯を一冊に纏める。

### 徳川家康と運命の姫君たち　於大の方、瀬名姫ほか
- 於大の方 - 徳川家康の生母
- 碓井姫 - 徳川家康の叔母
- 瀬名姫 - 徳川家康の正室
- 亀姫 - 徳川家康の長女
- 西郷局 - 徳川家康の側室
- 督姫 - 徳川家康の次女

### 徳川家康と愛しき姫君たち　江姫、東福門院和子ほか
- 振姫 - 徳川家康の三女
- 栄姫 - 徳川家康の養女
- 江姫 - 三代目将軍の生母
- 熊姫 - 徳川家康の孫娘
- 東福門院和子 - 徳川家康の孫娘
- 阿茶局 - 徳川家康の側室

### 姫君たちの恋 織田信長×生駒吉乃、伊達政宗×愛姫ほか
- 生駒吉乃 - 織田信長の側室
- 華陽院 - 徳川家康の祖母
- 妻木煕子 - 明智光秀の正室
- 愛姫 - 伊達政宗の正室

### 落城の姫君たち 明智光秀の娘・倫姫、石田三成の妻・うた ほか
- さこの方 - 足利義昭の妻
- だし - 荒木村重の妻
- 別所波 - 女武者
- 倫姫 - 明智光秀の長女
- 富田信高の妻
- うた - 石田三成の妻

## 51人のお姫さま大図鑑
マルイノのイラストとともに収録された、藤咲あゆなの監修による戦国時代を生きた51人の姫君を紹介する本。